# Otto Harder
Otto „Tull” Harder (ur. 25 listopada 1892 w Brunszwiku, zm. 4 marca 1956 w Hamburgu) – niemiecki piłkarz występujący na pozycji napastnika, reprezentant kraju, zbrodniarz wojenny. Członek Schutzstaffel i strażnik obozu koncentracyjnego w Hannover-Ahlem.

## Kariera
Otto Harder karierę piłkarską rozpoczął w juniorach FC Hohenzollern Brunszwik, w których występował do 1909 roku, po czym podpisał profesjonalny kontrakt z Eintrachtem Brunszwik, w których występował do 1912 roku. Następnymi klubami w karierze Hardera były: Hamburger FC (1912), Eintracht Brunszwik (1912–1913), Hamburger FC (1913–1919) oraz w SC Stettiner (1917) w ramach wypożyczenia.
W 1919 roku Hamburger FC został przekształcony na Hamburger SV, tym samym w latach 1919–1931 był zawodnikiem tego klubu, z którym osiągnął największe sukcesy w swojej karierze: dwukrotne mistrzostwo Niemiec (1923, 1926 (tytuł z sezonu 1921/1922 anulowany przez DFB)), wicemistrzostwo Niemiec (1924) oraz trzykrotny król strzelców tych rozgrywek (1923 – 5 bramek, 1926 – 6 bramek, 1928 – 7 bramek).
Następnym klubem w karierze Hardera był lokalny rywal Hamburgera SV – Victoria Hamburg, w którym w 1933 roku w wieku 40 lat zakończył karierę piłkarską.

## Kariera reprezentacyjna
Otto Harder w reprezentacji Niemiec w latach 1914–1926 rozegrał 15 meczów (8 jako kapitan drużyny), w których strzelił 14 goli. Debiut zaliczył 5 kwietnia 1914 roku na Oude Stadion w Amsterdamie w zremisowanym 4:4 meczu meczu towarzyskim z reprezentacją Holandii, w którym również strzelił swoją pierwszą bramkę w reprezentacji Niemiec, w której ostatni mecz rozegrał 12 grudnia 1926 roku na Grünwalder Stadion w przegranym 2:3 meczu towarzyskim z reprezentacją Szwajcarii.

## Kariera
Otto Harder większość kariery spędził w Hamburgerze SV. Był piłkarskim idolem innego słynnego piłkarza tego klubu, Uwe Seelera.

## Statystyki

### Reprezentacyjne
| Reprezentacja        | Rok     | Mecze | Bramki |
| -------------------- | ------- | ----- | ------ |
| Cesarstwo Niemieckie |         |       |        |
| 1914                 | 1       | 1     |        |
| 1915                 | 0       | 0     |        |
| 1916                 | 0       | 0     |        |
| 1917                 | 0       | 0     |        |
| 1918                 | 0       | 0     |        |
| 1919                 | 0       | 0     |        |
| 1920                 | 3       | 0     |        |
| 1921                 | 0       | 0     |        |
| 1922                 | 0       | 0     |        |
| 1923                 | 1       | 1     |        |
| 1924                 | 4       | 3     |        |
| 1925                 | 2       | 3     |        |
| 1926                 | 4       | 6     |        |
| Łącznie              | Łącznie | 15    | 14     |

| Mecze w reprezentacji | Mecze w reprezentacji | Mecze w reprezentacji | Mecze w reprezentacji | Mecze w reprezentacji | Mecze w reprezentacji | Mecze w reprezentacji | Mecze w reprezentacji |
| Lp.                   | Data                  | Miasto                | Przeciwnik            | Wynik                 | Bramki                | Rozgrywki             | Uwaga                 |
| --------------------- | --------------------- | --------------------- | --------------------- | --------------------- | --------------------- | --------------------- | --------------------- |
| 1.                    | 05.04.1914            | Amsterdam             | Holandia              | 4:4                   | Gol                   | Towarzyski            |                       |
| 2.                    | 27.06.1920            | Zurych                | Szwajcaria            | 1:4                   |                       | Towarzyski            |                       |
| 3.                    | 26.09.1920            | Wiedeń                | Austria               | 2:3                   |                       | Towarzyski            |                       |
| 4.                    | 24.10.1920            | Berlin                | Węgry                 | 1:0                   | Gol                   | Towarzyski            |                       |
| 5.                    | 04.11.1923            | Hamburg               | Norwegia              | 1:0                   | Gol                   | Towarzyski            |                       |
| 6.                    | 15.06.1924            | Kristiania            | Norwegia              | 2:0                   |                       | Towarzyski            |                       |
| 7.                    | 31.08.1924            | Berlin                | Szwecja               | 1:4                   | Gol                   | Towarzyski            |                       |
| 8.                    | 21.09.1924            | Budapeszt             | Węgry                 | 1:4                   | Gol                   | Towarzyski            |                       |
| 9.                    | 14.12.1924            | Stuttgart             | Szwajcaria            | 1:1                   | Gol                   | Towarzyski            |                       |
| 10.                   | 29.03.1925            | Amsterdam             | Holandia              | 1:2                   |                       | Towarzyski            |                       |
| 11.                   | 25.10.1925            | Bazylea               | Szwajcaria            | 4:0                   | Gol · Gol · Gol       | Towarzyski            |                       |
| 12.                   | 18.04.1926            | Düsseldorf            | Holandia              | 4:2                   | Gol                   | Towarzyski            |                       |
| 13.                   | 20.06.1926            | Norymberga            | Szwecja               | 3:3                   | Gol · Gol · Gol       | Towarzyski            |                       |
| 14.                   | 31.10.1926            | Amsterdam             | Holandia              | 3:2                   | Gol · Gol             | Towarzyski            |                       |
| 15.                   | 12.12.1926            | Monachium             | Szwajcaria            | 2:3                   |                       | Towarzyski            |                       |

## Sukcesy

### Hamburger SV
- Mistrzostwo Niemiec: 1923, 1926
- Wicemistrzostwo Niemiec: 1924

### Indywidualne
- Król strzelców mistrzostw Niemiec: 1923, 1926, 1928

## Działalność wojenna
Otto Harder podczas II wojny światowej był SS-Untersturmführerem i komendantem obozu koncentracyjnego w Hannover-Ahlem. Po zakończeniu II wojny światowej Harder został skazany przez brytyjski sąd wojskowy w Rotherbaum za zbrodnie wojenne na 15 lat więzienia, jednak w 1951 roku król Wielkiej Brytanii – Jerzy VI Windsor oraz rząd brytyjski Winstona Churchilla ułaskawił Hardera, po czym Harder przeniósł się do Bendestorfu. Harder zmarł 4 marca 1956 roku w szpitalu w Hamburgu po operacji w wieku 63 lat.
Działacze Hamburgera SV po dostaniu informacji o jego śmierci ogłosili w kwietniu 1956 roku nekrolog:
„Er war (...) stets ein guter Freund und treuer Kamerad. Był on (...) zawsze dobrym przyjacielem i wiernym towarzyszem.”
Podczas mistrzostw świata 1974 w RFN-ie rada miasta Hamburga upublikowała broszury Hamburg '74. Fußballweltmeisterschaft, na których widniały wizerunki: Josefa Posipala, Uwe Seelera i Hardera jako wzory do naśladowania dla młodych kibiców. Jednak ze względu na działalność nazistowską Hardera, broszura z jego podobizną została usunięta.

## Ciekawostki
- Sława Otto Hardera w niemieckiej piłce nożnej jest porównywalna z innym legendarnym zawodnikiem Hamburgera SV – Uwe Seelera[8][9].